# معركة جبل إيزل
في عام 1809 قامت على جبل إيزل(بالألمانية:  Bergisel) - الجبل الذي يقع جنوب مدينة إنسبروك وتعلوه اليوم منصة القفز معركة جبل إيزل (بالألمانية:  Bergiselschlacht) بين قوات الفلاحين التيروليين وقوات نابليون بونابرت الفرنسية مع حلفائهم البافاريون، والتي تمثل جزءاً مما يسمى «بكفاح الحرية» للتيروليين، يقودهم آنذاك البطل المحلي أندرياس هوفر. مجريات هذه المعركة تم تخليدها برسم دائري في مدينة إنسبروك على مساحة 1000 متر مربع، حيث يقف المشاهد وسط الصالة ويشاهد مجريات المعركة من حوله.
| معركة جبل إيزل                                                 | معركة جبل إيزل                                            |
| معلومات عامة                                                   | معلومات عامة                                              |
| -------------------------------------------------------------- | --------------------------------------------------------- |
| التاريخ                                                        | 1809                                                      |
| الموقع                                                         | تيرول نمسا                                                |
| النتيجة                                                        | انتصار نابليون                                            |
| أبرز المتحاربين                                                |                                                           |
| الامبراطورية الفرنسية الأولى: - مملكة بافاريا - مملكة ساكسونية | الامبراطورية النمساوية: - التيروليون تابعون للنمسا        |
| القادة                                                         |                                                           |
| - الجنرال "كينكِل" - المارشال الفرنسي "ليفيبفر"                 | - أندرياس هوفر - مارتين تايمر - يوزف شبيكباخر - بيتر ماير |

## أطراف المعركة
المعركة جزء من الحروب والتحالفات الأوروبية لاحتواء قوة نابليون الصاعدة، وأطرافها المباشرة هي:
- الجانب الفرنسي ويضم قوات بافاريا حليفة نابليون، والقوات الفرنسية والقوات الساكسونية.
- الطرف النمساوي ويضم قوات تيرولية تساندها قوات نمساوية.

## الخلفية التاريخية للمعركة

### اتفاقية «لاندليبل»
تشكل هذه الاتفاقية (بالألمانية: Landlibell) الأساس لهذه المعركة، والسبب الحقيقي وراء الاهتمام المحلي في التيرول بهذه المعركة (انظر التحليل. الاتفاقية هي بين القيصر ماكسيمليان الأول إمبراطور النمسا في فيينا وسكان المنطقة (تيرول) ووقعت في 23 حزيران 1511، وتنص الاتفاقية على:
- أن يشكل التيروليون فرق حماية عسكرية بقوة 5 إلى 20 الف محارب (بحسب حجم الخطر الداهم والحاجة إلى القوات)، والتعهد بتجنيد كل من عمره ما بين 18 و 60 سنة في القتال لحالات النفير العام. أهل المنطقة أيضاً تعهدوا بالصرف على هذه القوة بأنفسهم بدون دعم الإمبراطور، وتسليح أنفسهم بنفسهم. سهّل هذا الأمر وجود بيت السلاح في العاصمة إنسبروك.
- في المقابل تعهد الملك (الإمبراطور) بعدم استخدام هذه القوات في أيٍ من حروبه خارج تيرول، ويقتصر استخدام هذه القوات على حماية التيرول، ويُعفى سكان المنطقة من التجنيد الإجباري في جيوش الإمبراطورية النمساوية.

### «الاحتلال البافاري»
صار أهل المنطقة يعتبرون هذه الاتفاقية حقاً سياسياً لهم، ونوعاً من الحكم الذاتي، بغض النظر عن القوة الحاكمة. فلما دخلت القوات البافارية المقاطعة، وحكمتها، حاولت التغيير في هذا الحق لسكان المنطقة، وبدأت في عام 1809 في التجنيد الإجباري لشباب المنطقة في أكسامس (بالألمانية: Axams) (منطقة إلى الجنوب من إنسبروك)، مباشرةً أُعلن في مجمل التيرول النفير العام وبدأ في 12 نيسان 1809 القتال حول إنسبروك.

## مجريات المعركة

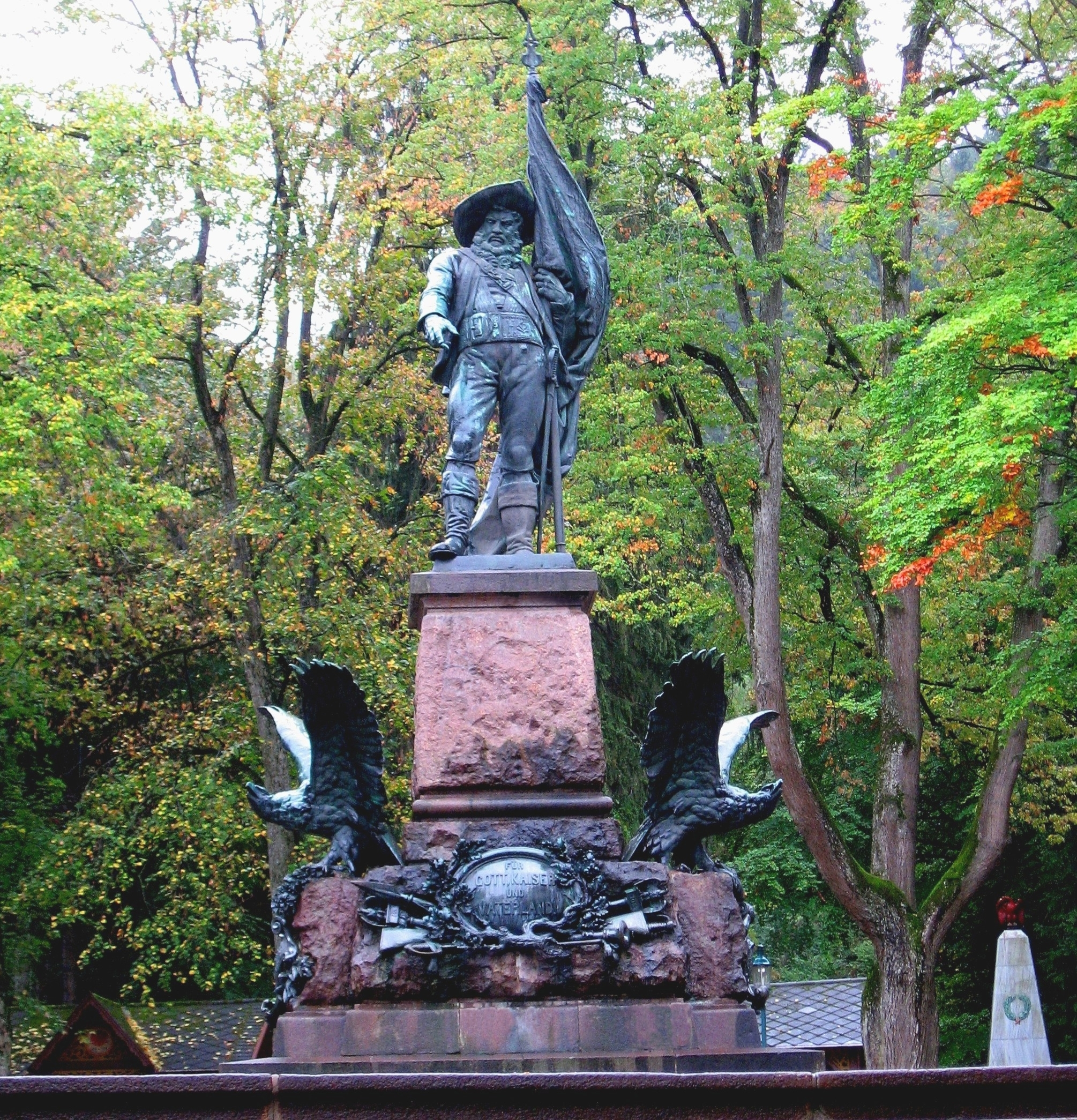
تمثال يمثل بطل المعركة أندرياس هوفر، التمثال بني على تلة جبل إيزل

### 12 نيسان
في 12 نيسان 1809 ثار قائد وحدة سلاح البنادق «مارتين تايمر» (بالألمانية: Martin Teimer) على المحتلين البافاريين واستطاع السيطرة على عاصمة الإقليم إنسبروك، مما اضطر قائد القوات البافارية الجنرال «كينكِل» مع وحدته للاستسلام للتيروليين.

### 25 أيار
في 25 أيار 1809 حشد التيروليون 5000 جندي من الفلاحين الذين تحصنوا في سفوح الجبال الجنوبية لإنسبروك بما فيها جبل إيزل، لينضم إليهم 1000 من سلاح البنادق بقيادة «يوسف شبيكباخر» (بالألمانية: Josef Speckbacher) مدعومين ب 1200 جندي نمساوي ترافقهم 5 قطع مدفعية، قائد القوات المجتمعة كان «أندرياس هوفر» (بالألمانية: Andreas Hofer)، ليواجهوا القوات البافارية بقيادة الجنرال ديروي (Deroy) وتعدادها 5000 جندي. بعد أيام من القتال - الذي تقطع بسبب العواصف الرعدية - كان البافاريون يسيطرون على وادي إنسبروك والفلاحون على سفوح الجبال، ولكن بعد وصول أخبار هزيمة نابليون بونابرت (حلفاء البافاريين) في معركة آسبرن (بالألمانية: Aspern) قرب فيينا، تشجع الفلاحون ليشنوا الهجوم النهائي في 29 أيار 1809 ويُلحقوا خسائر فادحة بالجيش البافاري، مما أجبره على الانسحاب إلى كوفشتاين.

### في الأثناء
عاود نابليون الكرّة على النمساويين ليعوض عن هزيمة آسبرن وينتصر على النمساويين في معركة فاغرام في 5 و 6 حزيران 1809 وأجبرهم على توقيع وقف إطلاق النار في (تسنايمر) في 12 تموز 1809. قرر نابليون استغلال الفرصة بتوجيه قوته لاقتحام المقاطعة الثائرة والقضاء على الثورة، فبدأ الحشد في النصف الثاني من شهر تموز.

### حشد جديد
في أواخر تموز لعام 1809 أمر نابليون 25000 جندي باقتحام تيرول من عدة محاور، إلا أن هذه القوات المهاجمة تكبدت على كافة المنافذ للتيرول خسائر جمة، وذلك على الجبهات الأربع المؤدية لإنسبروك، بسبب وعورة المنافذ الجبلية المؤدية إلى المنطقة، وشراسة الفلاحين في الدفاع عن أرضهم، ولكن القوات استمرت في التقدم حتى وصلت إلى مشارف إنسبروك أواخر تموز.

### المعركة الكبرى

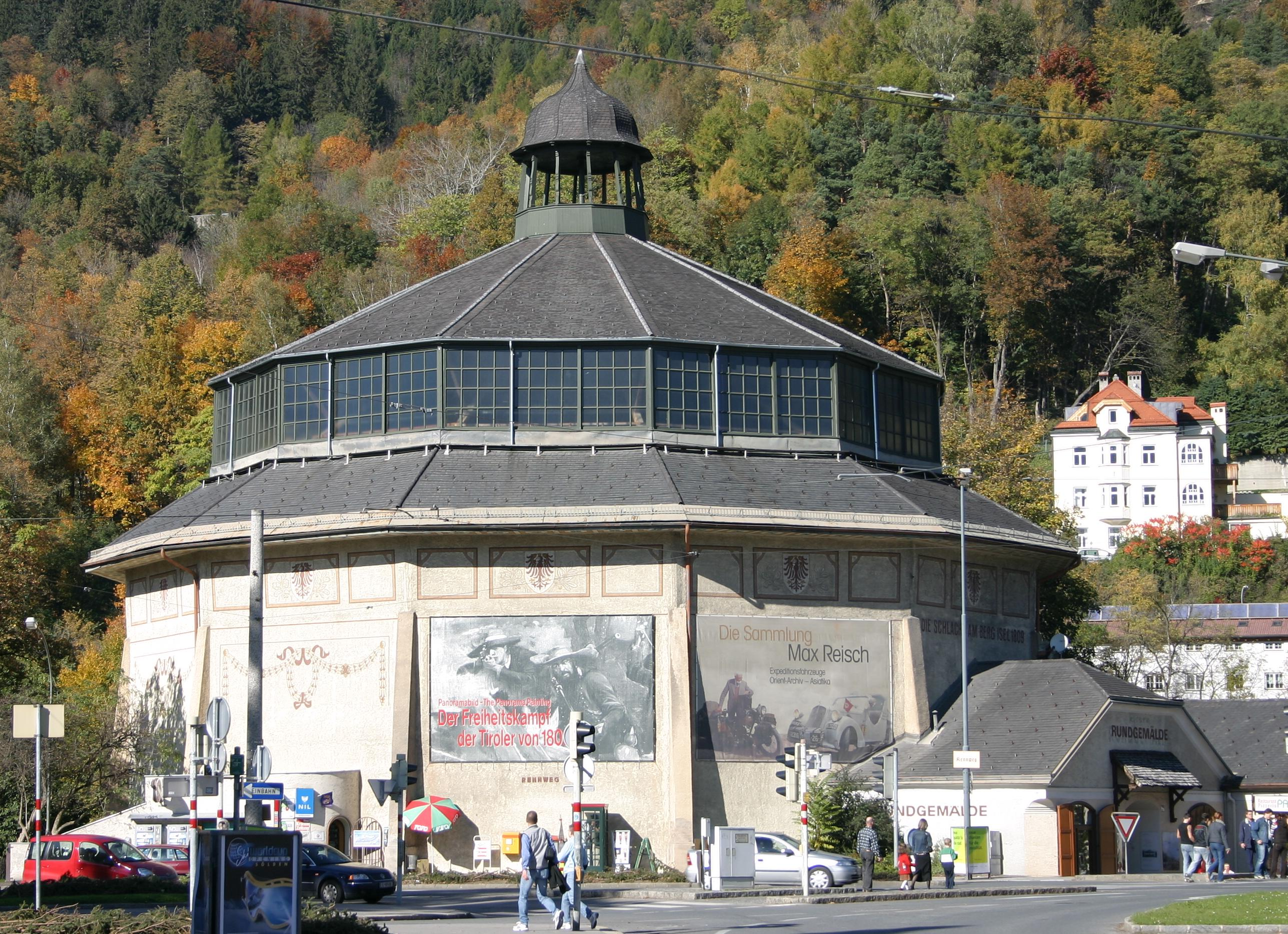
"اللوحة الدائرية لمعركة جبل إيزل في إنسبروك، افتتحت عام 1896

- في 13 آب 1809 جرت أحداث المعركة الحاسمة على جبل إيزل، حيث نجح ما يقارب على 15,000 جندي من مجمل القوات المهاجمة أخيراً في الوصول إلى مشارف إنسبروك.

وهكذا وقفت قوات نابليون بقيادة المارشال الفرنسي ليفيبفر (بالفرنسية: Lefebvre)‏ والمكونة من الفرنسيين والبافاريين والساكسيين وقدرها 15000 جندي لتقابل عدداً مشابها من التيروليين بقيادة أندرياس هوفر، وتحت إمرته القائد بيتر ماير (بالألمانية: Peter Mayr) الذي جلب قوات متوحدة من جنوب وشمال التيرول ليشكلوا قلب القوات التيرولية.
استفاد التيروليون من وعورة الجبال، وموقع جبل إيزل الحصين من ناحية، والقريب من دار السلاح في إنسبروك وطرق الإمداد من جنوب تيرول من ناحية أخرى، فاستطاعوا الصمود بوجه التحالف الفرنسي المحترف لتنتهي المعركة بانتصار التيروليين وانسحاب الفرنسيين واتباعهم في 15 آب 1809 إلى كوفشتاين من جديد.
هذا الجزء من المعارك، وهذا الانتصار هو الذي خُلِّد في الرسم الدائري في إنسبروك، ويشكل جزءاً من التراث التاريخي للمنطقة وسببا للفخر والحس الوطني لأهل التيرول، كما أنها صارت أحد أعلامها السياحية والثقافية، بالمتاحف والتماثيل التي خلدت ذكراها. (انظر التحليل).

### نهاية الثورة

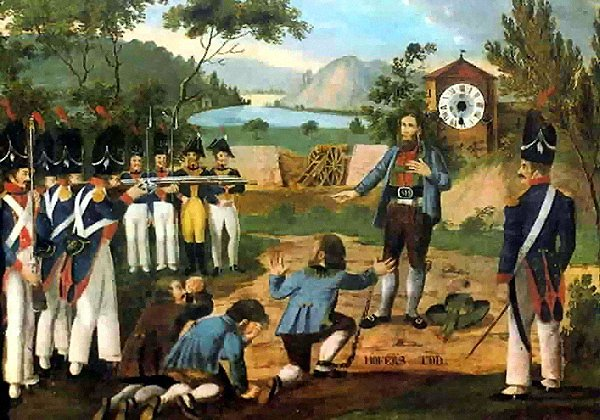
إعدام أندرياس هوفر في مانتوا في 20 شباط 1810.

في 14 تشرين أول 1809 وبعد انتصار نابليون على النمساويين في «فاغراين» أُجبر القيصر النمساوي على توقيع الصلح المهين في قصر «شوونبرون» في فيينا. المعاهدة التي تعتبر نهاية هذه الحملة على النمسا، وتخلت بموجبها النمسا عن مقاطعات بشرق الإمبراطورية وشمالها، فخسرت مقاطعات في بولندا وتنازلت عن سالتزبورغ لبافاريا، والمهم هنا أن النمسا أُجبرت على التخلي عن دعم الفلاحين الثوار في التيرول، مما فتح الباب أمام نابليون للإعداد مرة أُخرى لاقتحام المقاطعة! حيث أعطى نابليون الأمر في نفس اليوم الذي وُقعت فيه الاتفاقية باقتحام تيرول لإخضاعها.
في 24 تشرين الأول وقفت القوات البافارية على أبواب إنسبروك، وكان أندرياس هوفر قد غادرها ليتحصن بجبل إيزل من جديد.
وفي 1 تشرين الثاني هاجم الجيش البافاري (حليف نابليون) قوات تيرول للمرة الأخيرة لتختتم معارك جبل إيزل بهزيمة التيروليين الذين فقدوا دعم قيصرهم ودولتهم التي تخلت عنهم، فكانت النتيجة انهيار الجبهة في ساعتين، وهرب بطلهم أندرياس هوفر إلى جنوب تيرول، الذي قبض عليه في 28 كانون الثاني 1810 وأعدم في مدينة مانتوفا الإيطالية في 20 شباط 1810.

## المعنى التاريخي
تكمن الأهمية التاريخية لمعركة جبل إيزل في خلفياتها السياسية والاجتماعية، أكثر من أهميتها من الناحية القتالية، أو من أهمية نتيجتها العسكرية.
التيروليون يعتبرونها جزءاً مما يسمونه كفاح الحرية (بالألمانية: Freiheitskampf). هذا الكفاح الذي يفخرون به، باعتباره تعميقاً للفكر الوطني الذي بدأ يعم أوروبا في تلك الفترة، وكان الأساس في التخلص من الأنظمة الإقطاعية القديمة والبدء في التفكير بحسب الانتماء للوطن وليس للعائلة الحاكمة أو لنظام الحكم. فهو بالأساس شاهد على التحول الفكري الذي شهدته أوروبا في تلك الحقبة التاريخية، وتجسد في فرنسا بالثورة الفرنسية.

### اتفاقية لاندليبل
تعتبر اتفاقية لاندليبل الأساس في هذا الكفاح، وهي الممثل على التغير الفكري، فبموجب هذه الاتفاقية حقق التيروليون أهم مكسب لهم، وهو أن الإمبراطور في فيينا لا يحق له تجنيد أبنائهم ليشاركوا في حروبه التوسعية، ولا ليقاتلوا من أجل ميراث مملكته، ولا لتحقيق مآرب الطبقة الحاكمة، كما كان عهد الملوك والأباطرة في تلك الحقبة. لقد كانت العادة في أوروبا أن يجند الملوك الفلاحيين، ليخوضوا حروباً طاحنةً يروح ضحيتها مئات الآلاف من الشباب اليانع، لا لشيءٍ إلا لأن هذا الفلاح أو ذلك الشاب يعيش ضمن هذه المملكة أو تلك، ومن الملاحظ أن الصراع لم يكن آنذاك يحمل في طياته أياً من أشكال الصراع الفكري أو الديني. حتى أن بعض فلاسفة التاريخ صار يقول ساخراً: الحرب كانت رياضة الطبقة الحاكمة!
التيروليون اعتبروا هذه الاتفاقية جزءاً لا يتنازلوا عنه من دستور ولايتهم، وهو الأمر الذي دعمه مثقفوا المنطقة (جامعة إنسبروك والمعاهد العلمية فيها)، والفلاحون الذين كانوا يرغبون في التفرغ للإنتاج الزراعي، دون الاهتمام بالحروب التي تعصف بأوروبا، وبالذات في هذه المنطقة الجبلية يحتاج الفلاحون إلى كل الأيدي العاملة التي يمكن أن يحصلوا عليها، ويرفضوا إرسال أبنائهم إلى الحروب ليموتوا للاشيء!

### النصر المؤقت
من هنا كان النصر أكثر من مرة، على الجيوش النابليونية التي دهمت بلادهم، وذلك بقدرات ذاتية وبدعم قليل من القيصر في فيينا، فالجيش الذي كان يدافع عن تيرول هو من تيرول، وتمويله من تيرول، وسلاحه من بيت السلاح في إنسبروك، إذاَ لقد أثبت التيروليون أن الاعتماد على الذات أمرٌ مجدٍ وقادرٌ على الصمود أمام أعتى الجيوش في تلك الحقبة، جيش نابليون المهاب في كل أوروبا، والذي كانت جيوش إمبراطورية النمسا تهزم أمامه.

### الهزيمة
برغم أن نهاية هذه الثورة لم يكن لصالح التيروليين، إلا أن آثار الهزيمة لم يكن كبيراً عليهم، إذ سرعان ما هُزم نابليون في معركة واترلو بعد خمس سنوات من أحداث هذه المعركة لتعود تيرول للنمساويين. ولكن الهزيمة تعود بنظر العديد من التيروليين إلى أن القيصر في فيينا تخلى عنهم، وتركهم عرضة سهلة أمام جيش تفرغ ليسيطر على تيرول. على أي حال تبقى هذه المعركة في ذاكرة أهل المنطقة محل فخرٍ واعتزاز بما حققه أسلافهم باعتمادهم على أنفسهم، لتحمل في طياتها نواة الحس الوطني الذي بدأت رياحه تهب على أوروبا الإقطاعية، وتنسف عروش الحكام في تلك الحقبة.
- إنسبروك
- تاريخ النمسا

## وصلات خارجية
- منظر دائري مأخوذ عن اللوحة الدائرة لمجريات المعركة

1. 1 2  تحليل تاريخي لاتفاقية لاندليبل (بالألمانية)
 [وصلة مكسورة] نسخة محفوظة 9 أبريل 2020 على موقع واي باك مشين.
2. ↑  تاريخ تيرول عن صفحة (Geschichte Tirol) عرض 06.10.2008 (بالألمانية)
 [وصلة مكسورة] نسخة محفوظة 27 فبراير 2009 على موقع واي باك مشين.